# Erwin Gohlke
Erwin Gohlke (ur. 10 kwietnia 1954) – niemiecki lekkoatleta, średniodystansowiec. W czasie swojej kariery reprezentował Niemiecką Republikę Demokratyczną.
Zdobył dwa medale na mistrzostwach Europy juniorów w 1973 w Duisburgu: złoty w sztafecie 4 × 400 metrów (która biegła w składzie: Udo Gehrmann, Gohlke, Jürgen Utikal i Dietmar Krug) oraz brązowy w biegu na 800 metrów.
Odpadł w eliminacjach biegu na 800 metrów na halowych mistrzostwach Europy w 1975 w Katowicach.
Zdobył srebrny medal w tej konkurencji na halowych mistrzostwach Europy w 1977 w San Sebastián, przegrywając jedynie z Sebastianem Coe z Wielkiej Brytanii, a wyprzedzając Rolfa Gysina ze Szwajcarii.
Był brązowym medalistą mistrzostw NRD w biegu na 800  metrów w 1975 i 1976. Był również halowym wicemistrzem NRD na tym dystansie w latach 1975–1977.
Jego rekord życiowy w biegu na 800 metrów  wynosił 1:46,81 (ustanowiony 8 czerwca 1977 w Ostrawie).